# Liste des parcs d'État du Dakota du Sud

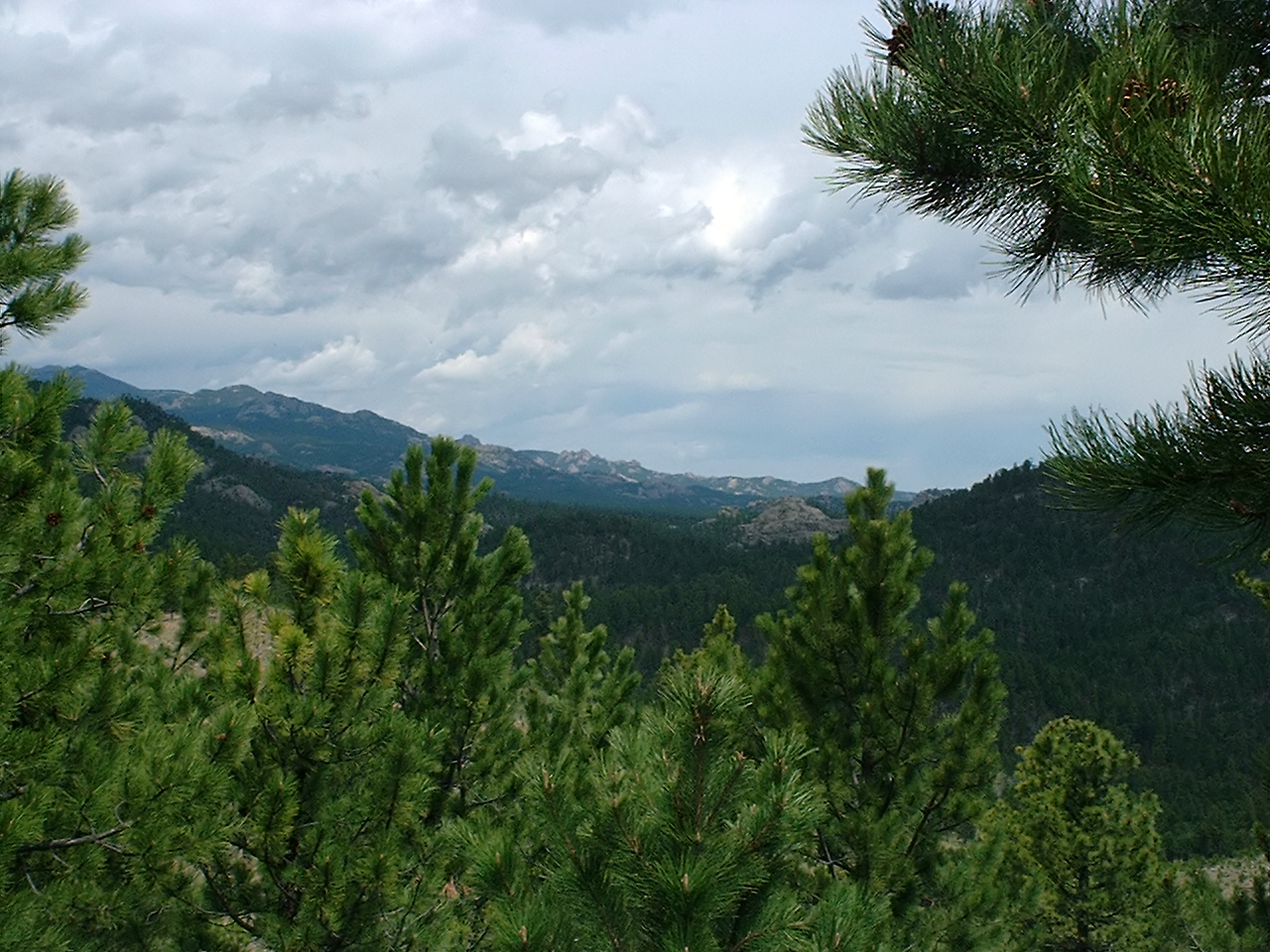
Custer

Liste des parcs d'État du Dakota du Sud aux États-Unis d'Amérique par ordre alphabétique. Ils sont gérés par le South Dakota Game, Fish and Parks.
- Adams
- Angostura
- Bear Butte
- Beaver Creek
- Big Sioux
- Big Stone Island
- Burke Lake
- Buryanek
- Chief White Crane
- Cow Creek
- Custer
- Farm Island
- Fisher Grove
- Fort Sisseton
- George S. Mickelson Trail
- Hartford Beach
- Indian Creek
- LaFramboise Island
- Lake Alvin
- Lake Cochrane
- Lake Herman
- Lone Pine
- Lake Hiddenwood
- Lake Louise
- Lake Poinsett
- Lake Thompson
- Lake Vermillion
- Lewis and Clark
- Little Moreau
- Llewellyn Johns
- Mina Lake
- Newton Hills
- North Point
- North Wheeler
- Oahe Downstream
- Oakwood Lakes
- Okobojo Point
- Palisades
- Pease Creek
- Pelican Lake
- Pickerel Lake
- Pierson Ranch
- Platte Creek
- Randall Creek
- Richmond Lake
- Roy Lake
- Sandy Shore
- Shadehill
- Sica Hollow
- Snake Creek
- Spirit Mound
- Springfield
- Swan Creek
- Union Grove
- Walker's Point
- West Bend
- West Pollack
- West Whitlock